# Арлекино и другие
«„Арлеки́но“ и други́е» — второй студийный альбом Аллы Пугачёвой. Был издан в СССР фирмой «Мелодия» в мае 1979 года.

## История
После выпуска дебютной пластинки популярность Пугачёвой дала ей выход в сольную карьеру без участия в музыкальных ансамблях. В январе 1979 года в московском Театре эстрады состоялась премьера концертной программы певицы «Женщина, которая поёт». До этого концерты Пугачёвой не имели определённого названия, а в афишах писали «Поёт Алла Пугачёва». Помимо Москвы в 1979 году новую концертную программу Пугачёва представила в Челябинске, Волгограде, Ставрополе, Пятигорске, Кисловодске, Сочи, Донецке, Харькове, Киеве, городах Подмосковья, Ленинграде, Симферополе, Ялте, Новосибирске, Кемерово, Костроме. В течение 1979 года Пугачёва 3 раза посетила ГДР, где выступала в сборных концертах и популярных телепрограммах. 5 июля 1979 года в Москве она дала совместный концерт с Джо Дассеном по случаю открытия олимпийской гостиницы «Космос». 25 августа 1979 года Пугачёва как почётный гость выступила в гала-концерте III международного фестиваля «Интервидение-79» в Сопоте (Польша).
5 марта 1979 года в прокат вышел кинофильм «Женщина, которая поёт», снимавшийся в 1977—1978 гг. Фильм собрал 54,9 млн зрителей и занял в советском кинопрокате 1979 года первое место; Пугачёва по результатам опроса журнала «Советский экран» была названа «Лучшей актрисой года». После выхода в прокат фильм получил множество отзывов и рецензий в советской кинопрессе — как положительных, так и отрицательных, и вызвал бурную полемику в обществе, однако не сколько вокруг себя, сколько вокруг певицы. Так или иначе, в этом же году на волне возросшей популярности певицы принимается решение выпустить второй сольный альбом.

## Об альбоме
Альбом был издан по многочисленным просьбам любителей творчества Аллы Пугачёвой и вобрал в себя ранее выходившие на миньонах и гибких грампластинках песни, записанные в 1975—1976 годах в период работы певицы в ВИА «Весёлые ребята». Пластинка содержит композиции, записанные для фильма «Ирония судьбы, или С лёгким паром!» (1975), где Пугачёва выступала в качестве закадровой исполнительницы (вокал; роль Нади Шевелёвой играла Барбара Брыльска, озвучивала Валентина Талызина).

Этот диск адресован прежде всего тем любителям музыки, которые обращались на фирму «Мелодия» с просьбой собрать на «гиганте» мои песни, уже звучавшие на гибких пластинках или в сборных программах. Песни эти были записаны в разное время и с разными оркестрами. Собранные вместе, они дают представление о моих поисках в кино и на эстраде. Объединяет их одно. Мой главный принцип — петь только о том, на что откликается мое сердце. Эта пластинка родилась благодаря просьбам слушателей. Спасибо вам, дорогие друзья, за внимание к моей работе. Знать, что твои песни нужны людям, — огромное счастье.— Алла Пугачёва об альбоме, 1979

## Продвижение

### Сингл и музыкальное видеоАрлекино

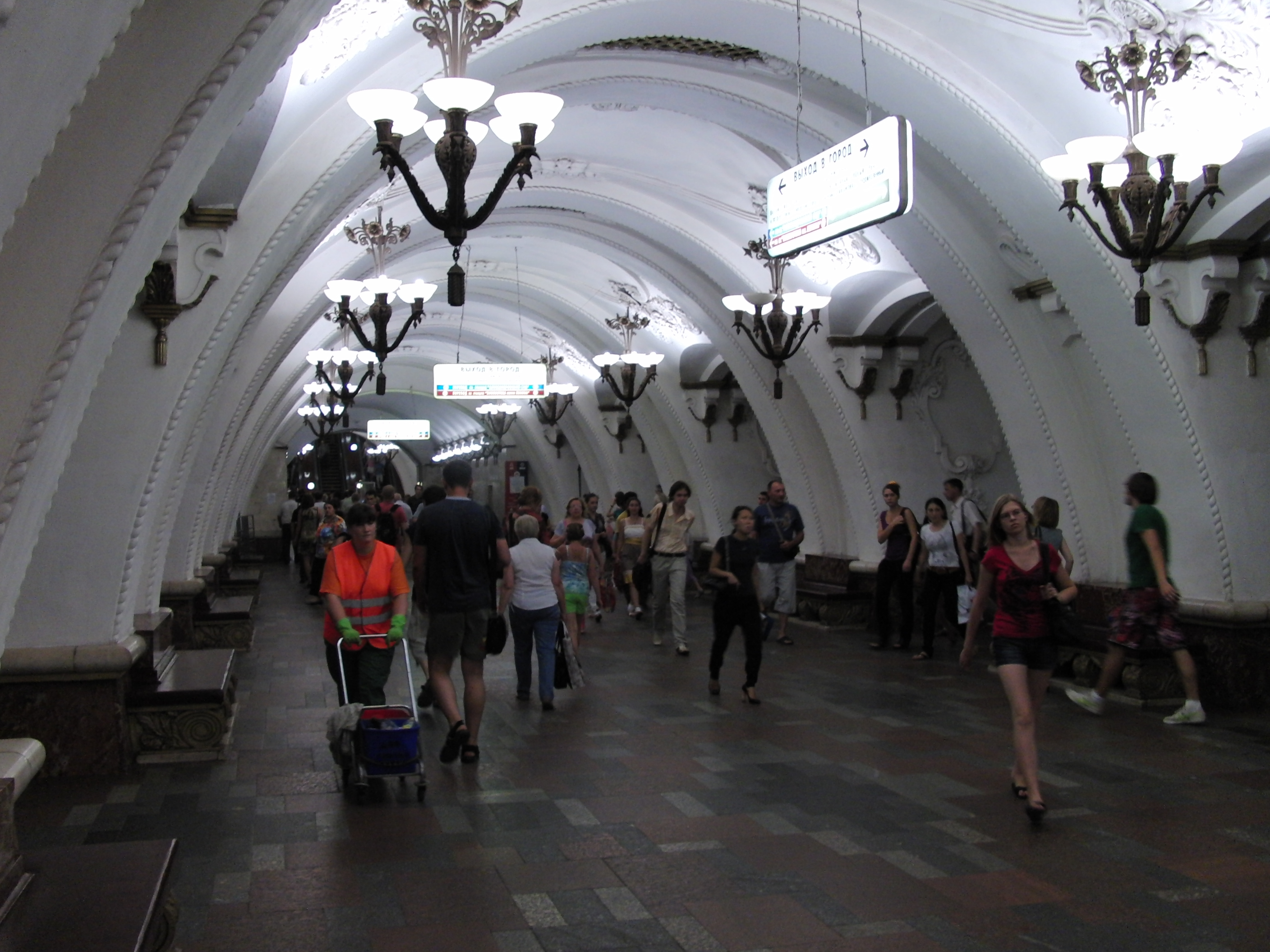
Станция метро «Арбатская» (Москва), на которой был снят один из первых клипов Пугачёвой на песню «Арлекино» (1976)

Сингл «Арлекино» был издан 21 июля 1975 года в моноварианте на гибкой пластинке, однако необычайный успех заглавной песни способствовал полноценному изданию на твёрдой пластинке в стерео осенью того же года. Миньон имеет несколько вариантов обложек, так как его тираж неоднократно допечатывался.
Песня «Арлекино» стала поворотной в творческой судьбе певицы — именно с ней Алла Пугачёва выиграла на песенном конкурсе «Золотой Орфей» в Болгарии в 1975 году. Победа на конкурсе (который был показан советским Центральным телевидением) принесла Пугачёвой не только широкую всесоюзную известность, но и первый международный успех. В Болгарии вышел сингл с записью концертного исполнения песни, а несколько позднее в ГДР вышла запись песни «Арлекино» на немецком языке. С «Арлекино» началась сольная карьера Аллы Пугачёвой: до этого она работала как вокалистка различных музыкальных коллективов.
В 1976 году на станции «Арбатская» был снят клип на песню для музыкального художественного фильма «Ансамбль неудачников».
Несмотря на явный успех миньона, песни из него («Посидим, поокаем», «Ты снишься мне») появились лишь в 1979 году в альбоме «Арлекино и другие».

### Выступления
В 1976 году Пугачёва впервые стала лауреатом фестиваля «Песня года». В заключительном концерте «Песни-76» она исполнила песню «Очень хорошо». Тогда же, в 1976 году Пугачёва впервые приняла участие в новогодней телепередаче «Голубой огонёк», причём не только как исполнительница, но и как соведущая программы.

## Список композиций
| №  | Название              | Текст песни      | Музыка                                     | Длительность |
| -- | --------------------- | ---------------- | ------------------------------------------ | ------------ |
| 1. | «Ты снишься мне»      | Николай Шумаков  | Алексей Мажуков                            | 3:44         |
| 2. | «22+28»               | Владимир Луговой | Вячеслав Добрынин                          | 2:46         |
| 3. | «Ясные светлые глаза» | Владимир Лазарев | Роберт Мануков                             | 3:49         |
| 4. | «Посидим, поокаем»    | Илья Резник      | Александр Муромцев (Шепета)                | 3:25         |
| 5. | «Арлекино»            | Борис Баркас     | Эмил Димитров, Павел Слободкин (обработка) | 4:30         |

| №   | Название                                                             | Текст песни        | Музыка             | Длительность |
| --- | -------------------------------------------------------------------- | ------------------ | ------------------ | ------------ |
| 6.  | «Мне нравится» (из телефильма «Ирония судьбы, или С лёгким паром!»)  | Марина Цветаева    | Микаэл Таривердиев | 1:34         |
| 7.  | «У зеркала» (из телефильма «Ирония судьбы, или С лёгким паром!»)     | Марина Цветаева    | Микаэл Таривердиев | 1:36         |
| 8.  | «По улице моей» (из телефильма «Ирония судьбы, или С лёгким паром!») | Белла Ахмадулина   | Микаэл Таривердиев | 2:48         |
| 9.  | «Посреди зимы»                                                       | Наум Олев          | Павел Слободкин    | 5:58         |
| 10. | «Без тебя»                                                           | Владимир Харитонов | Анатолий Днепров   | 4:34         |
| 11. | «Очень хорошо»                                                       | Давид Усманов      | Алексей Мажуков    | 3:21         |

## Участники записи

### Музыканты
| Основной вокал: | Алла Пугачёва | 1—11                |
| Бэк-вокал:      | Хор Центрального телевидения и Всесоюзного радио СССР                                                                   | 1                   |
| Бэк-вокал:      | Вокально-инструментальный ансамбль «Весёлые ребята», руководитель Павел Слободкин                                       | 3, 5, 9, 11         |
| Бэк-вокал:      | Вокальное трио «Весна», руководитель Сергей Капустин                                                                    | 10                  |
| Аккомпанемент:  | Эстрадно-симфонический оркестр Центрального телевидения и Всесоюзного радио СССР, руководитель и дирижёр Юрий Силантьев | 1, 11               |
| Аккомпанемент:  | Инструментальный ансамбль «Мелодия», руководитель Георгий Гаранян                                                       | 2                   |
| Аккомпанемент:  | Вокально-инструментальный ансамбль «Весёлые ребята», руководитель Павел Слободкин                                       | 1*, 2*, 3—5, 9, 11* |
| Аккомпанемент:  | Сергей Никитин (гитара)                                                                                                 | 6—8                 |
| Аккомпанемент:  | Эстрадный оркестр «Современник», руководитель и дирижёр Анатолий Кролл                                                  | 10                  |
| Аранжировка:    | Алексей Мажуков | 1, 11               |
| Аранжировка:    | Алексей Зубов | 2                   |
| Аранжировка:    | Валерий Дурандин | 3, 5                |
| Аранжировка:    | Вадим Голутвин | 4                   |
| Аранжировка:    | Сергей Никитин | 6—8                 |
| Аранжировка:    | Павел Слободкин | 9                   |
| Аранжировка:    | Анатолий Кролл | 10                  |

* — в записи композиции приняла участие только ритм-группа ансамбля.

### Технический персонал
- Редактор — Глеб Скороходов
- Фотографы — Валерий Плотников, Юрий Королёв

## Заводы-изготовители и варианты оформления
Апрелевский завод грампластинок:
первое издание, 1979 год
второе издание, 1979 год
экспортное издание, 1979 год
Ленинградский завод грампластинок:
первое издание, 1979 год
второе издание, 1979 год
третье издание, 1979 год
четвёртое издание, 1980 год
Рижский завод грампластинок. 1980 год
Ташкентский завод грампластинок:
первое издание,  1979 год
второе издание,  1979 год
третье издание,  1979 год
Тбилисская студия грамзаписи. 1979 год